# František Zavadil (politik)
František Zavadil (14. května 1930 – 12. března 2022 Valašské Meziříčí) byl komunistický politik, dlouholetý místopředseda (1960–1976) a předseda (1976–1990) Městského národního výboru ve Valašském Meziříčí. Během jeho politického působení bylo město do velké míry přestavěno v duchu socialistické výstavby a prošlo rozsáhlou asanací.

## Kariéra
Poprvé se jako člen KSČ zúčastnil voleb do národních výborů, proběhlých 12. června 1960, v nichž uspěl a obsadil post místopředsedy (náměstka) meziříčského MěNV. Tuto funkci obhájil i ve volbách v roce 1964. Záhy po invazi vojsk Varšavské smlouvy do Československa v srpnu 1968 byl jmenován členem čtyřčlenné městské komise, jejímž cílem bylo mírnit napětí mezi místními občany a okupačními jednotkami, např. odstraňováním vápenných nápisů na veřejných místech, vyjadřujících se k pobytu zahraničních sil kriticky. Sám však, alespoň v prvních dnech po invazi, hodnotil nastalou situaci negativně a společně s ostatními členy MěNV sepsal rezoluci, adresovanou ÚV KSČ, v níž pobyt vojsk Varšavské smlouvy na území Československa odsoudil. Navzdory tomu po nástupu normalizace ve své funkci setrval a ve volbách roku 1971 potřetí obhájil post místopředsedy MěNV.
Po volbách z roku 1976 nahradil ve funkci předsedy MěNV Františka Kramoliše. Navázal na ambiciózní stavební projekty předchozích let, během nichž byla asanována značná část městské historické zástavby. Pokračovalo se ve výstavbě panelových sídlišť, roku 1979 bylo u městského koupaliště vystavěno umělé kluziště, o čtyři roky později se podařilo dokončit stavbu silničního mostu přes Rožnovskou Bečvu, následovanou sportovním stadionem (1984), estakádou mezi hřbitovem a kostelem sv. Jakuba Většího (1984) a brutalistní přestavbou meziříčského kina Svět (1986), kterou utrpělo panorama historického jádra města. V roce 1980 byla k Valašskému Meziříčí připojena obec Podlesí.
Během událostí v listopadu 1989 byl Zavadil anonymem označen za "výborného kariéristu a obyčejného lháře, jehož čas již nadešel a konečně bude s jeho prolhanou a zkorumpovanou klikou zúčtováno". Vůči požadavkům Občanského fóra však vystupoval vstřícně a ve funkci předsedy MěNV se udržel až do 5. února 1990, kdy jej nahradil JUDr. Josef Červinka. Podle komise OV KSČ Vsetín, jež se snažila prošetřit zprávy o zneužívání svěřené moci stranickými funkcionáři, byl Zavadilův meziříčský sekretariát zařízen skromně a na okázalost si údajně nepotrpěl ani on sám.